# Dee Johnson
Dee Johnson es una productora y escritora de televisión estadounidense. Ha trabajado en la serie ER, Melrose Place, Commander in Chief, Southland, The Good Wife y fue productora ejecutiva y showrunner en Nashville durante las temporadas uno a cuatro, saliendo después de la cuarta temporada.

## Vida y carrera
Johnson comenzó su carrera como escritora en la telenovela de Fox primetime Melrose Place. Fue una de las principales escritoras de Melrose Place de 1993 a 1995. Fue escritora de 19 episodios de ER, y también trabajó como productora co-ejecutiva. En 2005, Johnson fue nominada para el Premio Humanitas por ER. Sus otros créditos incluyen I'll Fly Away, Profiler, Any Day Now, Army Wives, Southland, Rizzoli & Isles, y The Good Wife.
De 2005 a 2006, Johnson fue productora ejecutiva de Commander in Chief, que protagonizó a Geena Davis como la primera mujer presidenta de Estados Unidos. En 2009, se unió al personal del drama policial Southland como escritora y productora consultora para la primera temporada. En 2010, se convirtió en productora ejecutiva del drama legal The Good Wife. En 2012, fue productora ejecutiva de 10 episodios de la segunda temporada de Boss, y participó escribiendo dos episodios. Más tarde fue llamada para trabajar como showrunner y productora ejecutiva en el drama ABC Nashville protagonizado por Connie Britton y Hayden Panettiere. Por su trabajo en Nashville y The Good Wife, Johnson fue nominada para el premio Writers Guild of America Award.